# Ессентуки
Ессентуки́ — город-курорт в Ставропольском крае. Образует городской округ город-курорт Ессентуки.
С 1992 года — административный центр особо охраняемого эколого-курортного региона Кавказские Минеральные Воды (КМВ) и место размещения администрации КМВ.
С 2006 года — курорт федерального значения.

## География
Город расположен в южной части Ставропольского края, в долине реки Подкумок, у впадения в него реки Бугунта. Находится в 17 км к западу от Пятигорска и в 200 км к юго-востоку от Ставрополя. Средние высоты на территории города составляют около 600—650 м над уровнем моря.
Климат
Климат континентальный, горно-степной. Средняя температура июля +20,4 °C, максимальная температура доходит до +37 °C. Зима не холодная, часто бывают оттепели с положительной температурой, но могут быть и морозы до −33 °C. Средняя температура января −4,2 °C. Нередко наблюдаются дни с туманами (в ноябре и декабре по 13—14 дней). Осень продолжительная и тёплая, с прохладными ночами. Первые заморозки отмечаются в середине октября. Весна очень короткая, уже в апреле температура быстро повышается, последние ночные заморозки отмечаются обычно в середине апреля. Лето тёплое, с большим количеством жарких и сухих дней. Среднегодовое количество осадков составляет — 536 мм.

## Этимология
Общепринятой версии происхождения названия города не существует.
Исследования советского археолога М. Е. Массона и раскопки восьми погребальных мавзолеев показали, что возле нынешних Ессентуков в XIII—XV веках находилось крупное золотоордынское поселение. Востоковед считал, что название Ессентуки произошло от собственного имени владевшего данной местностью хана Ессентуга[кто?]: «эс-сен» — тучный, здоровый, «туг» — знак, бунчук. Об этом говорят и сохранившиеся до наших дней названия «Лес Есана», «Поле Есана»[где?]. В одном из погребальных мавзолеев XIV века на возвышенности левого берега реки Большой Ессентучек был найден хорошо сохранившийся скелет монгола, и, как считают археологи, это захоронение одного из потомков Чингисхана. По легенде, здесь был похоронен Эсэн — племянник Чингисхана. К XIX веку от мавзолея остались одни развалины, возле которых в 1798 году был построен казачий редут, так как с этого места хорошо просматривались окрестности. Позже редут был закрыт за ненадобностью, а когда в 1825 году была основана казачья станица, её и назвали по названию бывшего редута и речки, на которой он стоял.
Согласно другой более правдоподобной версии, название Ессентуки произошло от монгольского «есен туг», то есть девять знамён. Во время вторжения монголов здесь предположительно могла находиться ставка монгольской армии, обозначенная девятью бунчуками.
Согласно другой распространённой версии, название речек и местности Ессентуки, от которых произошло название города, возможно восходят к черкесскому — «Ессэн тыку», где ессэн — «привыкать» и тыку — «пристанище, урочище», то есть «привычный угол» или «привычное пристанище». Также название Ессентуки переводят как — «место (жилище) Есана», где Есан — адыгское личное имя; тыку — «место».
Есть версия о происхождении названия от абазино-черкесского рода Айсановых, живших в этих местах. На абазинском языке город называется «Айсандзыквата» («междуречье Айсановых», буквально «середина реки Айсановых»).

## История

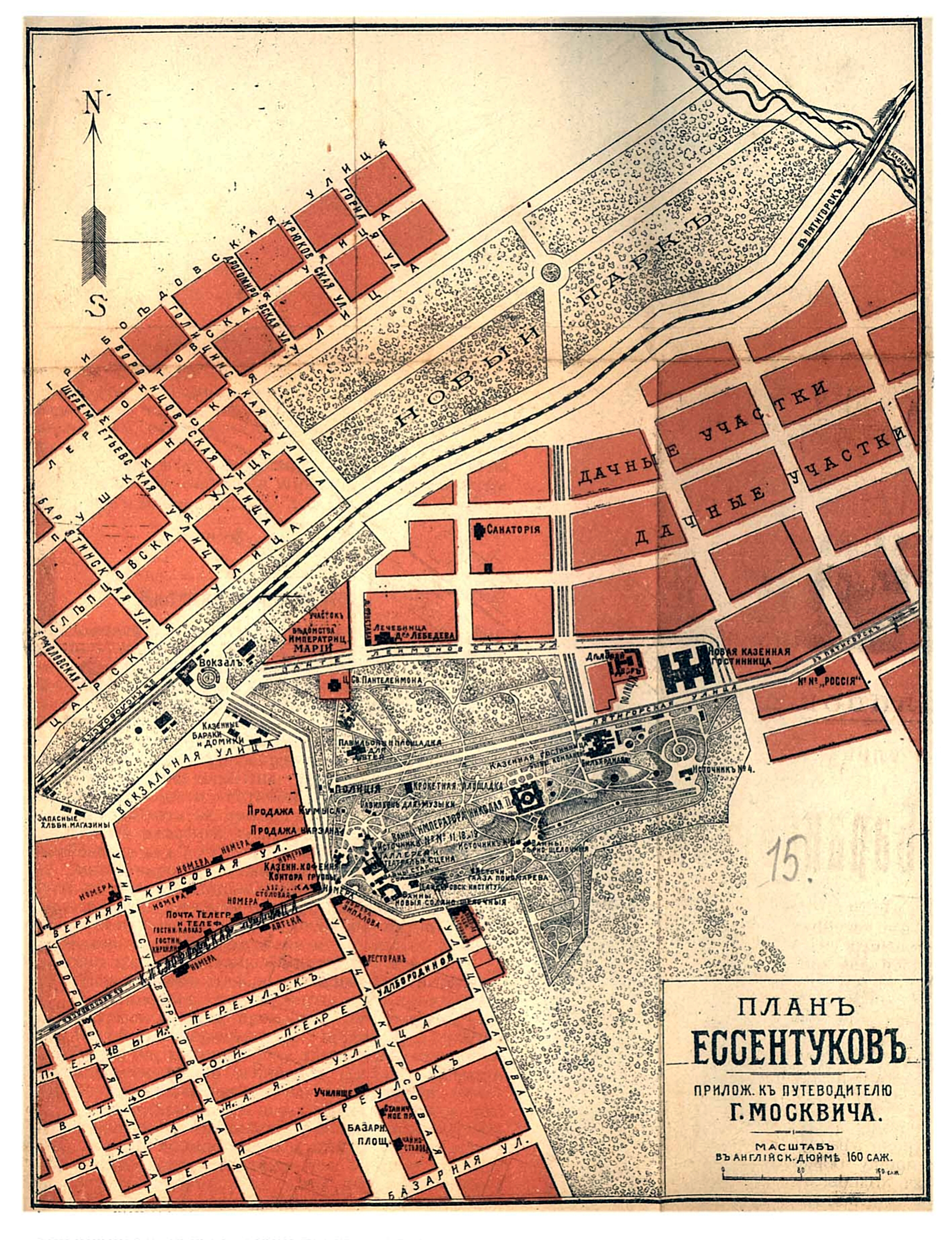
План Ессентуков начала XX века из «Иллюстрированного практического путеводителя по Кавказу» Г. Г. Москвича.

День основания города-курорта Ессентуки отмечается 27 августа.
В 1798 году в связи со смещением Российской границы к югу (в 1798 году она закрепилась юго-западнее Константиногорской крепости) на правом (по другой версии, на левом) берегу реки Большой Ессентук закладывается Ессентукский редут — второй русский оборонительный пункт в Пятигорье. Через 28 лет, в 1825 году, по инициативе генерала А. П. Ермолова, в эту местность были переселены 235 семей волгских казаков, основавшие станицу на реке Бугунте. С этого поселения, которое стало называться станицей Ессентукской, и началась история Ессентуков.
Как курорт, Ессентуки признали гораздо позже Пятигорска и Железноводска. Открытые в 1811 году (по другим данным в 1810 году) Ф. П. Гаазом минеральные источники не заинтересовали врачей и посетителей Кавказских Минеральных Вод. Ессентукскому курорту пришлось ждать 13 лет до момента, когда уникальные воды наконец-то признали целебными.
В 1823 году профессором Петербургской Медико-Хирургической академии Александром Нелюбиным воды из источников Ессентуки были подробно изучены и описаны. Нелюбин открыл ещё 20 источников, пронумеровал их и классифицировал как соляно-щелочные и серно-щелочные. Горку, из которой вытекали источники, стали называть Щелочной. В 1839 г. казаками была построена первая деревянная купальня, воду для которой нагревали большим деревянным самоваром. В 1846 г. заведование минеральными водами было передано наместнику Кавказа князю М. С. Воронцову. С этого времени «Бугунтинские» прежде источники стали называть «Ессентукскими». С 29 мая 1847 г. курортами стала управлять Дирекция Кавказских Минеральных Вод.
Уже в 1847 году Воронцов утверждает проект галереи с источником минеральной воды Ессентуки № 17. Галерея представляла собой строение на английский манер, использовала византийские и мавританские элементы архитектуры. Автором проекта стал архитектор С. И. Уптон. Восьмого сентября 1852 года в этом регионе случилось землетрясение, которое сильно повредило галерею. Открытие её состоялось только через четыре года, в 1856-м. В это же время начинается борьба с болотами, испарения которых мешали лечению и в некоторых случаях даже приводили к летальным исходам; окончательно их удалось ликвидировать к 1872 году.
10 апреля 1856 года на Ессентукской группе состоялось торжественное открытие галереи источника № 17.
Первая гостиница для отдыхающих в Ессентуках была построена в 1863 году. Гостиница была маленькая, всего на 4 номера. Эту гостиницу построили возле Ворот парка. Вскоре около парка появились первые дома городского типа. В 1875 году на востоке парка была выстроена большая, на 64 номера, удобная гостиница «Компанейская». После проведения железнодорожной ветки (1894 г.), в Ессентуки резко увеличился поток отдыхающих. К началу XX века популярность курорта достигла огромных размеров. Он уверенно вышел на первое место по посещаемости.
В 1896 году на курорте был освящён Пантелеимоновский храм (разрушен в 1935 году).
30 марта 1898 г. был издан Высочайший Указ министру земледелий и государственных имуществ, согласно которому из владений Терского казачьего войска были изъяты более 128 сажен земли, примыкавшие к Курортному парку в направлении железной дороги и за ней. На части этих земель (за железной дорогой) был разбит новый английский парк (в настоящее время — парк Победы), а на другой, южной, части возник новый курортный посёлок, застроенный частными гостиницами, санаториями, лечебницами, дачами. Инициатором такого расширения курорта стал врач М. С. Зернов, а ходатайствовал о нём главноначальствующий Кавказа Г. С. Голицын.
В 1899 году ординатор акушерской клиники Императорской Военно-медицинской академии Г. И. Лебедев открыл лечебницу женских болезней.
Курорт Ессентуки расширялся. В 1902 году здесь открылся первый на Кавказских Минеральных Водах общедоступный санаторий. К 1917 году в нынешней курортной зоне был построен уютный дачный посёлок, где каждое строение было маленьким архитектурным шедевром.
До революции 1917 года сформировалась основная сеть главных улиц города: Главной Курсовой (Интернациональной), Верхне-Курсовой (Советской), Кисловодской, Борисовской (Красноармейской) на территории станицы, а также пяти улиц вдоль железной дороги и шести перпендикулярных на территории курортного городка.
9 апреля 1918 Советская власть была установлена в Ессентуках. Председателем Совета стал Д. И. Рухадзе, лидер местной организации РСДРП интернационалистов-линдовцев. Образован Первый ессентукский коммунистический батальон.
29 июня 1921 года в Ессентуках произошло землетрясение, причинившее значительный ущерб строениям курорта: вылетели стёкла, обрушились карнизы, появились трещины в стенах.
С 1921 года существовал Ессентукский горсовет, но официально статус города Ессентуки получили 18 декабря 1925 года по решению Малого Президиума Северо-Кавказского Крайисполкома. В черту города вошли Курортная зона и прилегающая к ней часть станицы Ессентукская.
26 мая 1925 года постановлением СНК РСФСР курорты общегосударственного значения Пятигорск с Тамбуканским озером, Ессентуки, Кисловодск и Железноводск изъяты из ведения местных властей и переведены в распоряжение Главного Курортного Управления. Началась настоящая курортная история Ессентуков. Тогда все крупные сооружения были преобразованы в санатории. Наряду с этим в городе строились новые здравницы. Постоянно велись работы по озеленению и благоустройству города.
В 1938 г. на окраину Ессентуков был переведён аэроклуб из Пятигорска. В том же году в город и станицу Ессентукская были переселены 12 тысяч греков из Грузии, что послужило началом образования посёлка имени Тельмана и микрорайона Кирпичный.
С началом Великой Отечественной войны Ессентуки превратились в госпитальную базу. 15 июля 1941 года решением крайисполкома утверждено дополнительное развёртывание 65 эвакогоспиталей на 32395 коек, из них: в Кисловодске — 15 945, Ессентуках — 5715, Пятигорске — 4690, Железноводске — 3090, Теберде — 280, районах края — 2675 коек. 9 августа 1942 года советские воинские части ушли из города, 11 августа в Ессентуки вошли немецкие войска. Оккупация города продолжалась пять месяцев. 11 января 1943 года Ессентуки освобождены от немецко-фашистских захватчиков. В результате войны в Ессентуках были разрушены вокзал, гидроэлектростанция «Белый Уголь», городской водопровод, нефтебаза, три санатория и ряд других объектов.
9 марта 1943 года согласно постановлению ГКО от 27 февраля 1943 года крайкомом ВКП(б) принято постановление о развёртывании эвакогоспиталей: в Ставрополе на 300 коек, в Пятигорске на 4000 коек, в Кисловодске на 8000 коек, в Ессентуках на 5200 коек, в Железноводске на 1500 коек.
В 1954 году Указ Президиума Верховного Совета РСФСР включил в городскую черту левобережную часть станицы Ессентукская.
В 1963 году в городе появилось искусственное озеро глубиной до 6 метров.
5 июня 1964 года Совет Министров РСФСР постановил «Ограничить прописку граждан в городах-курортах Пятигорске, Кисловодске, Железноводске, Ессентуках, Минеральных Водах и прилегающих к ним населённых пунктах Ставропольского края».
На 1 января 1983 года в подчинении Ессентукского горсовета находился Белоугольный сельсовет, в состав которого входили посёлки Белый уголь (центр) и Кирпичный:29.
В 1992 году начались работы по восстановлению Пантелеимоновского храма.
11 января 1995 года Глава администрации Ставропольского края постановил «Упразднить Белоугольный сельсовет (с подчинёнными его администрации посёлками Белый Уголь и Кирпичный) Ессентукского горсовета, включив его в черту г. Ессентуки как микрорайон „Белый Уголь“».
21 июня 2002 года город значительно пострадал от разрушительного наводнения на реках Подкумок и Бугунта.
5 декабря 2003 года во втором вагоне пригородного электропоезда Кисловодск — Минеральные Воды в 7:42 (по московскому времени) при подъезде к железнодорожному вокзалу станции Ессентуки произошёл теракт. В результате взрыва 36 человек погибли, ранения получили 155.

### Ессентукский район
В 1924 году был образован Ессентукский район (с административным центром в городе Ессентуки), в составе Терского округа Северо-Кавказского края. В составе района вначале были образованы станичные советы: Ессентукский, Боргустанский, Новоблагодарненский и город Ессентуки. Позже, в район были включены станицы Суворовская, Бекешевская и ряд других населённых пунктов.
По Всесоюзной переписи 1926 года, в Ессентукском районе насчитывалось 34768 человек, с плотностью населения в 41,3 человека на квадратный километр.
В январе 1929 года в состав района влился Кисловодский сельский район с двумя сельсоветами (Кисловодский и Будённовский). Тогда же Ессентукам была передана часть Горячеводского района с пятью сельсоветами (Свободненский, Юцкий, Этокский, Ново-Пятигорский и Горячеводский). 15 августа 1930 года в связи с ликвидацией округов Кисловодский и Будённовский сельсоветы были отделены и переданы Кисловодскому горсовету, а к Пятигорскому горсовету отошли Горячеводский, Свободненский и Ново-Пятигорский сельсоветы. Однако к Ессентукам был присоединён город Железноводск. С 30 августа 1930 года, в состав Ессентукского района входили два города Ессентуки и Железноводск, десять сельских советов (Ессентукский, Ново-Благодарненский, Боргустанский, Бекешевский, Суворовский, Гражданский, Сунженский, Юцкий, Этоцкий и Вин-Сады).
В 1934 году район был упразднён. Из Ессентукского района был выделен Суворовский район, а город Ессентуки преобразован в горрайон с пригородной зоной. На территории Ессентукского горрайона осталось четыре сельских совета с населением в 43686 человек, в том числе 19986 человек в Ессентукской станице и 14980 человек в городе Ессентуки. В 1937 году территория Ессентукского горрайона была сокращена и в его составе остались только город Ессентуки и Ессентукский сельсовет с 9 колхозами и тремя совхозами.

## Официальная символика
Официальными символами городского округа города-курорта Ессентуки как самостоятельного муниципального образования являются герб и флаг, утверждённые 27 декабря 2005 года решением Совета города Ессентуки № 11 и внесённые 19 мая 2006 года в Государственный геральдический регистр Российской Федерации с присвоением регистрационных номеров 2218 и 2219.

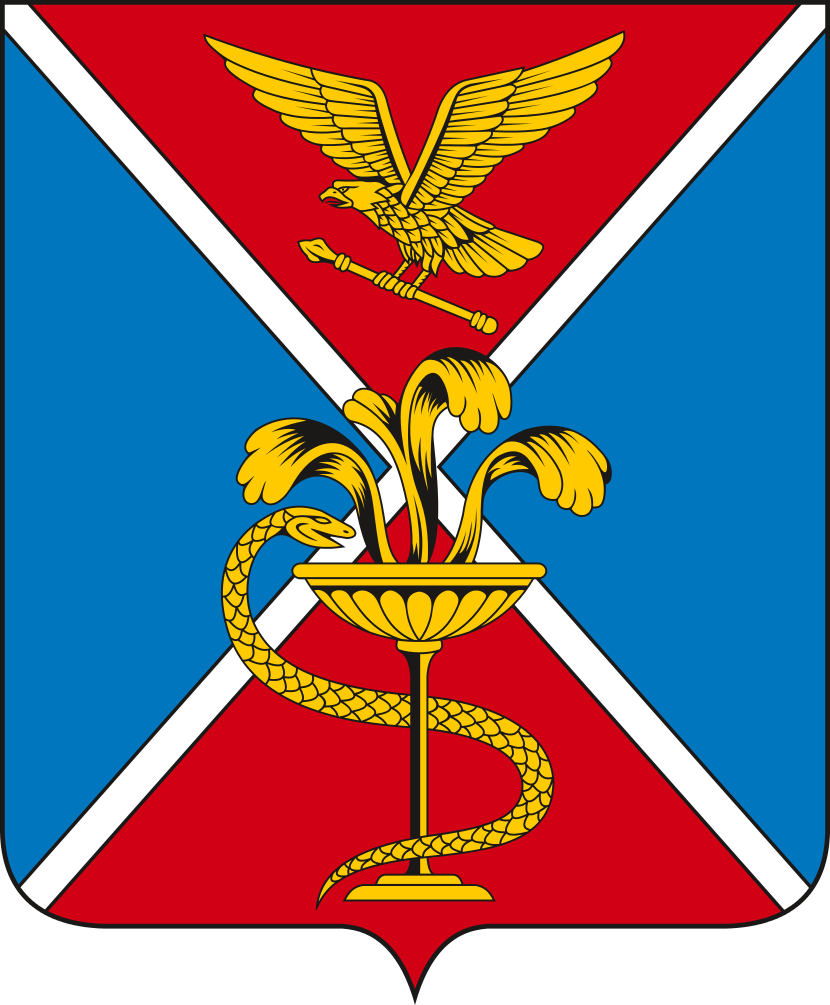
Действующий герб города Ессентуки

Геральдическое описание герба гласит: «Герб городского округа города-курорта Ессентуки представляет собой геральдический щит, разделённый узким серебряным диагональным крестом: верхняя и нижняя четверти — червлёные, боковые четверти — лазоревые. Поверх всего внизу — золотая чаша с бьющими из неё вверх золотыми водяными струями, обвитая обращённой золотой змеёй, сопровождённая вверху в червлени золотым летящим вправо орлом, держащим в лапах золотую булаву рукоятью влево».
Флаг составлен на основе герба муниципального образования и «представляет собой прямоугольное полотнище с соотношением ширины к длине 2:3, пересечённое диагональным крестом белого цвета, ширина сторон которого составляет 1/8 от ширины полотнища. Верхний и нижний углы — красного цвета, боковые углы — синего цвета. В центре, поверх всего — фигура герба городского округа города-курорта Ессентуки: летящий к древку орёл жёлтого цвета, держащий в лапах булаву жёлтого цвета».
Орёл, несущий булаву (власть, великодушие), является символикой терского казачества, основавшего свою станицу на том месте, где впоследствии возник город Ессентуки. Чаша со змеёй олицетворяет справедливость, милосердие, силу и богатство. Серебро (металл) означает справедливость, невинность, чистоту. Финифти символизируют: лазурь — величие, красоту, ясность; червлень — храбрость.
Автор эскизов герба и флага города Ессентуки — художник Александр Иванович Плужников.

## Население
| 1897     | 1925     | 1926     | 1931     | 1939     | 1959     | 1967     | 1970     | 1973     | 1976     | 1979     | 1982     |
| -------- | -------- | -------- | -------- | -------- | -------- | -------- | -------- | -------- | -------- | -------- | -------- |
| 4400     | ↗6968    | ↗7143    | ↗24 252  | ↘16 365  | ↗48 101  | ↗53 000  | ↗64 928  | ↗68 000  | ↗73 000  | ↗77 686  | ↗81 000  |
| 1986     | 1987     | 1989     | 1990     | 1991     | 1992     | 1993     | 1994     | 1995     | 1996     | 1997     | 1998     |
| ↗83 000  | ↗84 000  | ↗85 082  | ↘84 804  | ↗86 228  | ↗86 805  | ↗87 424  | ↗88 557  | ↗89 417  | ↘84 671  | ↘84 568  | ↘84 442  |
| 1999     | 2000     | 2001     | 2002     | 2003     | 2004     | 2005     | 2006     | 2007     | 2008     | 2009     | 2010     |
| ↗84 552  | ↘84 157  | ↘83 385  | ↘81 758  | ↘81 709  | ↘81 383  | ↘80 920  | ↗80 989  | ↗80 993  | ↗81 714  | ↗82 167  | ↗100 996 |
| 2011     | 2012     | 2013     | 2014     | 2015     | 2016     | 2017     | 2018     | 2019     | 2020     | 2021     | 2023     |
| ↗101 136 | ↗101 441 | ↗102 269 | ↗103 093 | ↗104 288 | ↗105 881 | ↗107 104 | ↗108 679 | ↗110 479 | ↗113 056 | ↗119 658 | ↗121 534 |
| 2024     | 2025     |          |          |          |          |          |          |          |          |          |          |
| ↗123 138 | ↗124 038 |          |          |          |          |          |          |          |          |          |          |

На 1 января 2025 года по численности населения город находился на 140-м месте из 1124 городов Российской Федерации.
Гендерный состав
По итогам переписи населения 2010 года проживали 44 995 мужчин (44,55 %) и 56 001 женщина (55,45 %).
Национальный состав
По итогам переписи населения 2010 года проживали следующие национальности (национальности менее 1 %, см. в сноске к строке «Другие»):
| Национальность | Численность | Процент |
| -------------- | ----------- | ------- |
| Русские        | 85 532      | 84,69   |
| Греки          | 5452        | 5,40    |
| Армяне         | 3630        | 3,59    |
| Украинцы       | 1424        | 1,41    |
| Другие         | 4958        | 4,91    |
| Итого          | 100 996     | 100,00  |

По итогам переписи населения 2020 года проживали следующие национальности (национальности менее 1 % и другое, см. в сноске к строке «Другие»):
| Национальность | Численность, чел. | Доля     |
| -------------- | ----------------- | -------- |
| Русские        | 93 525            | 78,16 %  |
| Греки          | 3218              | 2,69 %   |
| Армяне         | 3205              | 2,68 %   |
| Другие         | 19 710            | 16,47 %  |
| Итого          | 119 658           | 100,00 % |

## Городской округ город-курорт Ессентуки
Главы города — главы администрации
- 2003—2011 — Константин Борисович Скоморохин
- 2011−2015 — Лариса Писаренко
- 2015—2024 — Александр Юрьевич Некристов
- с 2024 года — Владимир Владимирович Крутников

Председатели Думы города
- 2005-2015 - Ефремова Людмила Ивановна
- с 1 октября 2015 года — Андрей Анатольевич Задков

## Культура

### Достопримечательности
К наиболее заметным местным достопримечательностям относятся: Здание центральной курортной библиотеки, Курортный лечебный парк, Галерея минерального источника № 17, Грязелечебница, Здание механотерапии, Гидроэлектростанция «Белый Уголь», Ессентукский городской краеведческий музей им. В. П. Шпаковского, галерея-«пятитысячник» (крупнейшая в Европе питьевая галерея, рассчитанная на 5000 посещений, расположена на территории санатория «Виктория»), парк Победы.

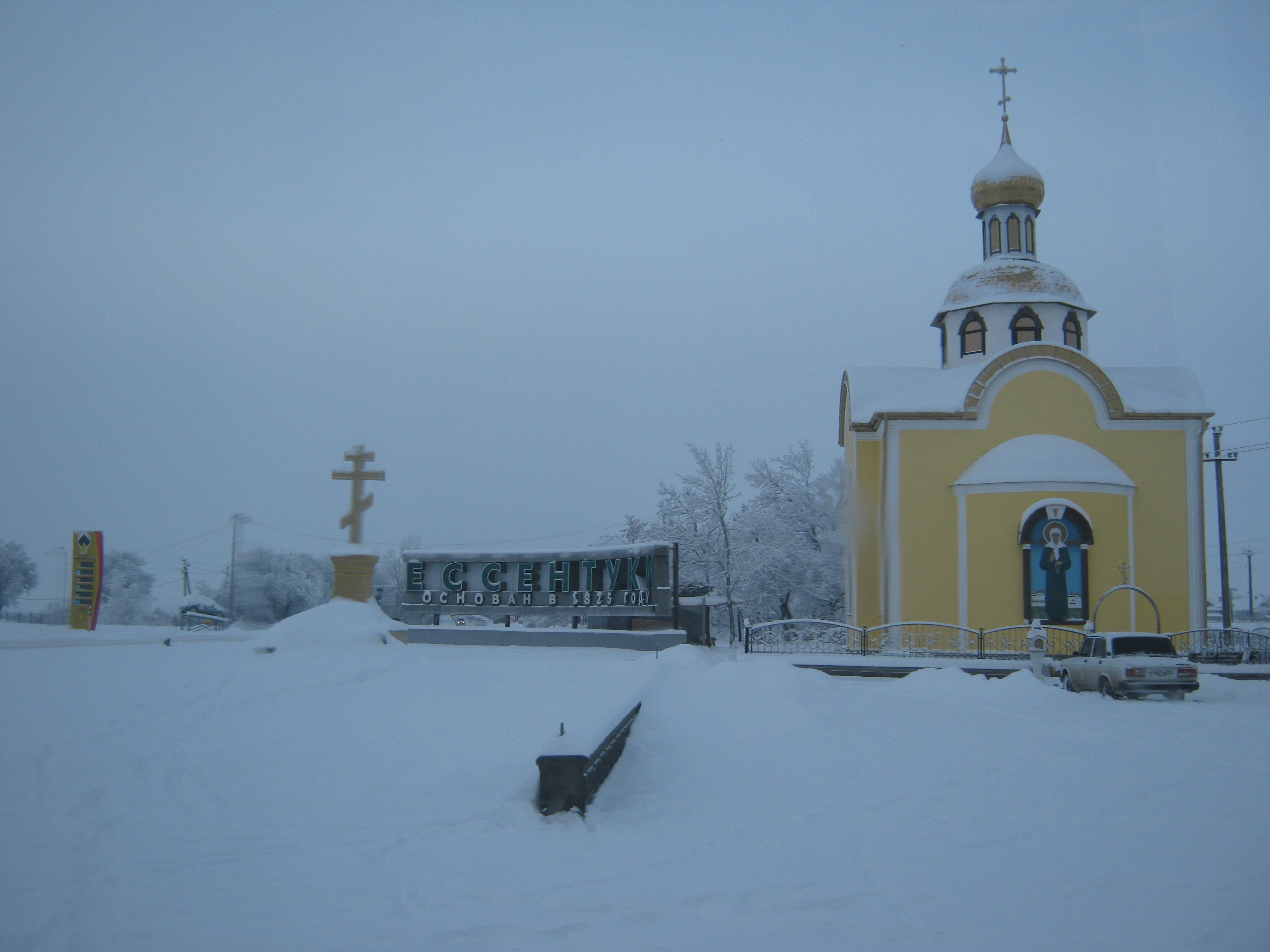
Стела Ессентуки

#### Возвышенность Ессен-Тук
Расположена на левом берегу реки Большой Ессентучек, у западной окраины посёлка Южный. В прошлом, возвышенность Ессен-Тук (679,6 м) была привлекательной для различных племён и народов. Здесь находились раскопанные в настоящее время курганы с разновременными захоронениями, начиная с эпохи бронзы — конца III тысячелетия до н. э. вплоть до позднего средневековья.
Мавзолей Ессен-Тука — сохранившаяся часть мавзолея XIV века (фундаменты и часть стен). По мнению учёных, именно там был захоронен местный властитель-феодал Золотой Орды по имени Эссен. Мавзолеи такого типа были зарисованы М. Некрасовым в 1742 году в Маджарах (ныне — город Будённовск). Представлял собой почти кубическую оштукатуренную постройку из кирпича на каменном фундаменте и цоколе с купольным сводом и портальным входом с южной стороны. Внешние размеры строения без портала в плане 5×5,5 м. Вокруг него имеется несколько более поздних погребений. Мавзолей существовал и почитался местными жителями до конца XVIII века, после чего был разрушен или разобран. Рядом с ним строились и другие наземные погребальные сооружения.
В июне 2003 года на возвышенности Ессен-Тук в связи со строительством вышки сотовой связи ГУП «Наследие» проводились археологические раскопки. Были сделаны ряд интересных археологических находок. В частности вскрыто подкурганное погребение сарматки IV—III вв. до н. э., получившее название «Могила колдуньи», так как при ней был найден ряд предметов предположительно магического или обрядового предназначения. Другое погребение было названо «Могила великана», в нём был захоронен, по-видимому, знатный воин более чем двухметрового роста.
В настоящее время археологические достопримечательности возвышенности Ессен-Тук в связи с интенсивным освоением территории практически полностью утеряны.

#### Ессентукский историко-краеведческий музей им. В. П. Шпаковского
Ессентукский историко-краеведческий музей образован в 1963 году. Носит имя Владимира Павловича Шпаковского (1903—1988).
Сначала был музеем на общественных началах. В 1978 году музей получил статус государственного. Здание, в котором расположен городской краеведческий музей, является памятником русского зодчества конца XIX — начала XX века.
Так как краеведческий музей расположен в небольшом курортном городе, он привлекателен для отдыхающих на КМВ, хотя основными посетителями являются школьники. При музее работает постоянно действующая выставка работ художников Юга России, так же в нём проводятся выставки различных экспозиций из России и стран зарубежья.
Официальный сайт музея

#### Большой Петропавловский храмовый комплекс
Расположен на Боргустанском шоссе. Включает в себя тематический парк, на территории которого находятся: храм Святых Апостолов Петра и Павла; церковь и часовня Успения Божией Матери; часовни пророка Илии и Святой Троицы; аллея с бюстами древнегреческих учёных и философов (Фукидида, Аристотеля, Платона, Плутарха и др.), традиционно относимых к числу «христиан до Христа»; скульптуры двух трубящих ангелов; венчальные врата (арочная часовня); вертеп; фонтан; экспозиция крестьянского быта и другие объекты.
Главной достопримечательностью комплекса является статуя Иисуса Христа, венчающая часовню Воскресения (авторы проекта — художник А. Крейдин, скульпторы В. и Ю. Жоглины. Инициатором её создания выступила Пятигорская и Черкесская епархия. Установлена в 2013 году. Высота статуи — 22 м. Самая высокая статуя Иисуса Христа в православном мире.

#### Фонтан на центральной площади
Центральную площадь Ессентуков перед гастрольным театром украшает самый крупный на юге России фонтан. Его площадь составляет более 400 квадратных метров. Каждую минуту он взметает в небо около 10 тонн воды, играющей после заката всеми цветами радуги благодаря светодиодной подсветке. Это одно из самых популярных мест города.
Все трубы подачи воды спрятаны в брусчатке самой площади, поэтому при отключении фонтана он становится незаметен.
Уникальность фонтана в том, что он без чаши! Как вы видите, площадь осталась совершенно целой, и её можно использовать просто как площадь — по её прямому назначению.Валерий Басакин, руководитель проекта
В подземном центре управления фонтаном установлена компьютерная система, автоматически меняющая его цвет и конфигурацию.
Популярными местами для посещения туристов и местного населения являются возвышенность «Пикет», курортные парки, парк при санатории «Виктория» и городское озеро.

#### Курортный лечебный парк
Первые посадки деревьев были произведены по поручению М. С. Воронцова в 1847 году перед строившейся галереей источника № 17. Работами по организации парка руководили подполковник Ховен и смотритель щелочных ванн штабс-капитан Вавилов. Условно парк делится на три части по времени насаждения:
1. Воронцовский (нижний, старый) парк;
2. Верхний (с отрогами Щелочной горы) парк;
3. Пантелеимоновский (молодой) парк, получивший название по церкви Святого Пантелеймона, выстроенной в 1895 года.

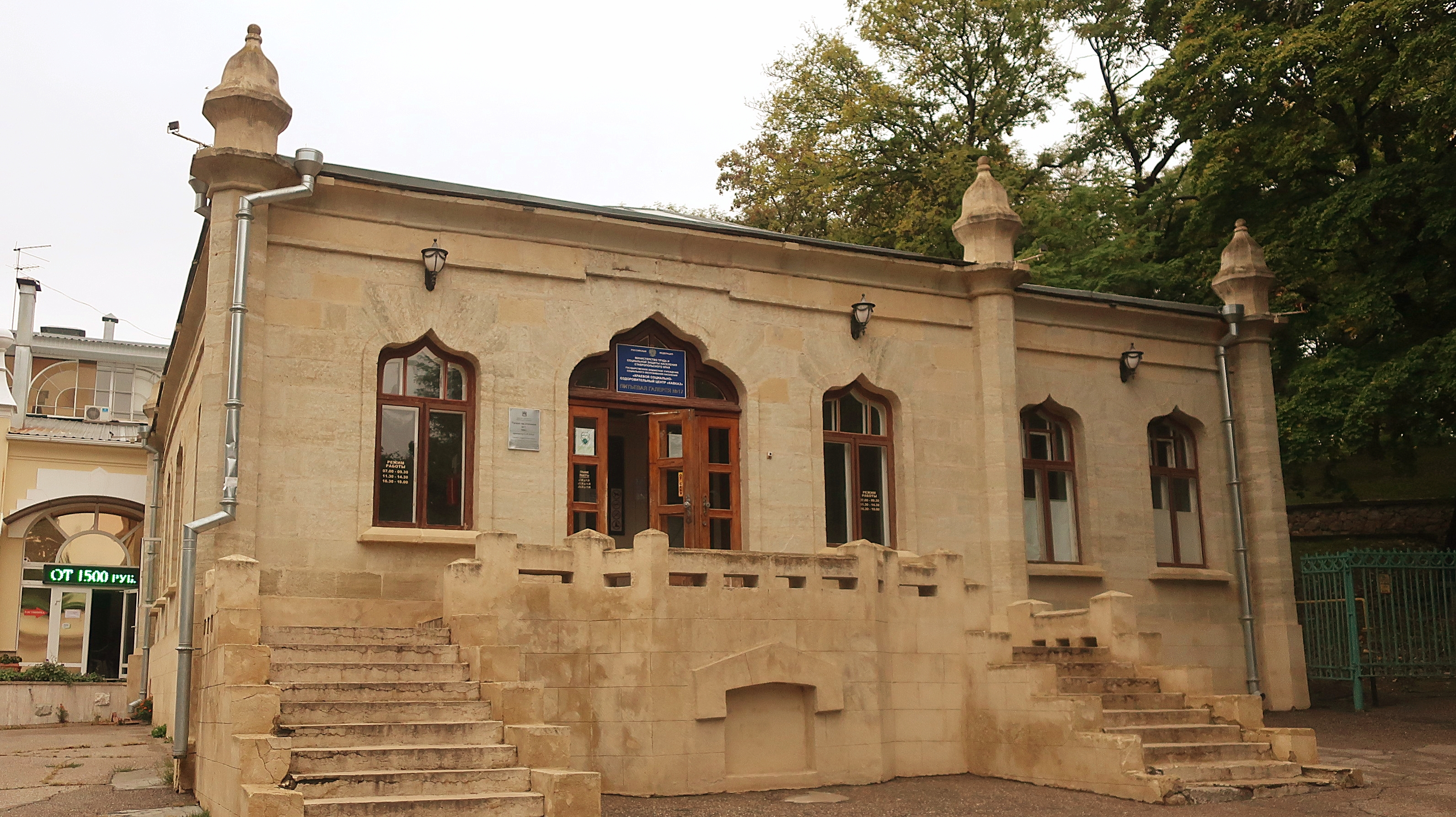
Источник №17, арх. Уптон

В парке к началу XX века сосредоточились лечебные и развлекательные учреждения. В 1901 году к прогулочной галерее пристроили здание театра, в котором выступали Л. В. Собинов и Ф. И. Шаляпин, играли в спектаклях К. А. Варламов, М. Г. Савина, В. Ф. Комиссаржевская. Имелись также галерея с библиотекой, читальней, отделением почты, телеграфом, торговые киоски с сувенирами, детская и танцевальная площадки. Вход в парк до революции был платным.
В 1955 году парк приобрёл новые парадные входы, построенные по проекту архитектора П. П. Еськова. Был построен павильон источника № 4. В парке произрастают можжевельник, мучнистая рябина, туя, жимолость, ясени, клёны, берёзы, ели, сосны.
В парке расположены многие городские достопримечательности: галерея источника № 17 (1847—1856, архитектор С. И. Уптон), ажурная чугунная беседка, где отпускали воду № 17 и № 20 (1873), чугунная колонна с фигурой голубя, отмечающая место первоначального выхода источника № 17, питьевые бюветы в античном стиле по проекту архитектора Н. Н. Семёнова (ныне не действуют), ротонда-колоннада (1912 г.), здание Верхних (Николаевских) ванн (1899 г., архитектор Н. Дмитриев), здание Новых соляно-щелочных ванн (1902 г., архитектор И. И. Байков), Цандеровский институт механотерапии (1902), беседка Ореанда (1903), скульптуры «Орёл» и «Мужичок» (1903, скульптор Л. К. Шодкий).

#### Грязелечебница имени Н. А. Семашко
Возведена в 1913—1915 годах по проекту архитектора Е. Ф. Шреттера. За образец при подготовке проекта автор взял римские термы. Парадный фасад оформлен монументальным портиком с двумя рядами колонн ионического ордера, обработан глыбами доломита. Перед входом расположены скульптуры Асклепия и Гигиеи, подъезд к главному входу охраняют каменные львы (скульпторы В. В. Козлов и Л. А. Дитрих).
Внутреннее убранство также символично: барельефы и горельефы пересказывают античные мифы и легенды, зал ожидания украшен копиями скульптур Поликтета. Специально для лечебницы была заказана мебель чёрного цвета.
Симметричное здание состоит из двух крыльев, между которыми расположился зал ожидания под световым куполом. За единым фасадом скрываются три этажа. Бассейны для лечебных грязей и инженерно-техническое оборудование расположены под землёй.

#### Гидроэлектростанция «Белый уголь»
В 1903 году в пригороде Ессентуков была построена «Центральная Пятигорская гидроэлектростанция» мощностью 990 л. с. и напряжением 8000 вольт, став первой в России промышленной ГЭС. В 1911 году её название было изменено по названию посёлка на ГЭС «Белый уголь» (сейчас посёлок входит в Ессентуки).
Проект станции был разработан инженерами Генрихом Осиповичем Графтио и Михаилом Андреевичем Шателеном, впоследствии ставшими академиками. Строительство ГЭС началось 11 мая 1903 г., а уже в августе 1903 г. станция начала работу, снабжая электричеством четыре города-курорта Кавказских Минеральных Вод. На их улицах было установлено 400 дуговых фонарей, а в Пятигорске и Кисловодске открыты трамвайные линии — по тем временам чудо техники. Электроэнергия ГЭС приводила в движение и двигатели, качавшие минеральную воду в санатории и ванны. В 1913 году Михаил Шателен в качестве эксперимента включил в параллельную работу с ГЭС «Белый Уголь» Пятигорскую дизельную электростанцию. Таким образом, была создана первая в России энергосистема.
22 декабря 2003 года в здании гидроэлектростанции состоялось торжественное открытие музея.

#### Памятники
- Крест в память казаков, павших за Россию (1992 г.);
- Казакам — основателям г. Ессентуки (1997 г., скульптор Скиданов И. П., арх. Скиданов П. С.)

### Объекты культурного наследия
Памятники монументального искусства
- Памятник Ф. Э. Дзержинскому. 1948 г. (ул. Гагарина, 34)[80];
- Памятник М. Ю. Лермонтову. 1954 г. (ул. Карла Маркса, 2)[81];
- Памятник И. П. Павлову. 1968 г. (ул. Ленина, 3)  261710893010005
- Скульптура «Крестьянин». 1903 г. (Лечебный парк)[82];
- Скульптура «Орёл». 1903 г. (Лечебный парк)[83];
- Памятник казакам, погибшим во время гражданской войны. 2012 год[84].

Памятники истории
- Братская могила воинов, погибших в борьбе за власть советов (Вокзальная пл.)[85];
- Памятник воинам, погибшим в годы Великой Отечественной войны 1941—1945 гг. 1957 г. (городское кладбище)[86];
- Памятник воинам, погибшим в годы гражданской и Великой Отечественной войн. 1973 г. (парк Победы, арх. И. И. Медников)[87];
- Памятник на могиле бойцов гражданской войны (1957 г., по проекту М. Ф. Коробейникова)[88];
- Дом заслуженного деятеля науки В. И. Разумовского (ул. Ленина, 1)[89];
- Галерея над источником № 17 (Лечебный парк). 1856 г., арх. Уптон С. И.[90];
- Первая в России гидроэлектростанция «Белый уголь» (пос. Белый уголь). 1903 г., инж. Фридман[91].

Памятники архитектуры
- Гостиница. Конец 1890-х годов[92]
- Особняк. 1900-е годы[93]
- Особняк. 1900-е годы[94]
- Особняк. 1904 год[95]
- Особняк. 1905 год[96]
- Главное здание. 1910-е годы[97]
- Флигель. 1910-е годы[98]
- Электросветовой диагностический, терапевтический институт доктора М. С. Зернова, 1910 год, ул. Кисловодская, 3[99]  261510217440005
- Здание клуба курортной поликлиники. 1917 год[100]
- Особняк. 1900-е гг.[101]
- Особняк. 1900-е гг.[102]
- Здание санатория «Советский шахтёр». 1955 г.[103]
- Санаторий «Советский шахтёр». 1956 г.[104]
- Здание дворца культуры медработников «Современник». 1970 г.[105]
- Здание санатория им. Анджиевского. 1917 г.[106]
- Здание. 1901 г.[107]
- Здание швейной фабрики 1-го промышленного предприятия. 1965 г.[108]
- Здание диетической столовой. 1955 г.[109]
- Здание гостиницы «Маяк». 1917 г.[110]
- Здание государственного музея. До 1917 г.[111]
- Здание курортной поликлиники. 1918 г.[112]
- Лечебница Попова (двухэтажная)[113]
- Дача Пугинова М. И.[114]
- Дом жилой Пугинова (одноэтажный)[115]
- Здание нижних минеральных ванн. 1895 г.[116]
- Здание над источником № 4. 1967 г.[117]
- Беседка «Ореанда». 1903 г.[118]
- Беседка «Капитанский мостик». 1903 г.[119]
- Здание. 1902 г.[120]
- Бювет № 1 источника № 4. 1905 г.[121]
- Стационар курортной поликлиники. До 1917 г.[122]
- Корпус № 2. до 1917 г.[123]
- Корпус № 3. до 1917 г.[124]
- Комплекс Верхних минеральных ванн. 1895 г., арх. Дмитриев Н. В., арх. Правушин Б. К.[125]
- Источник минеральной воды, открытый в 1823 г. Нелюбиным А. П.[126]

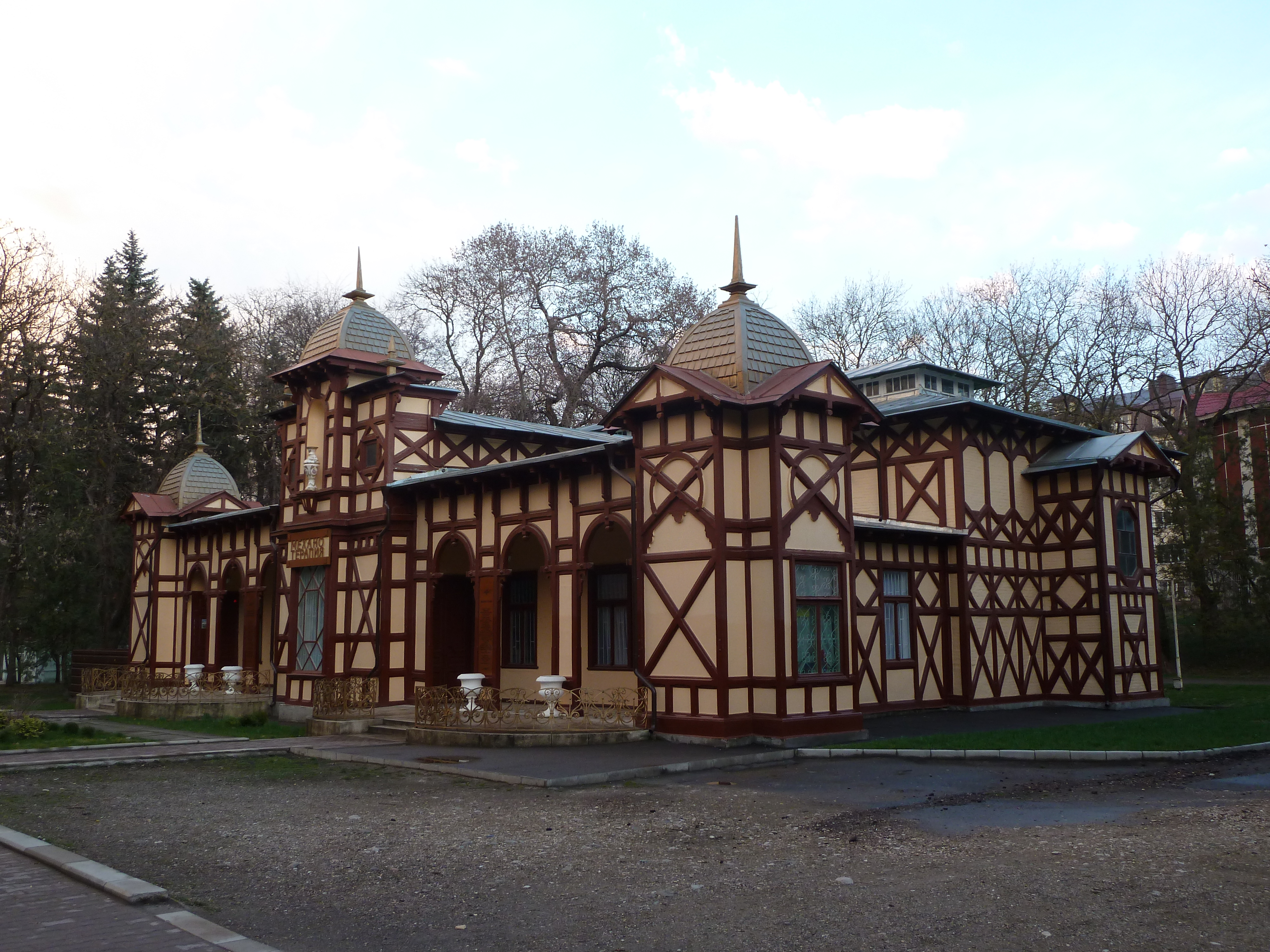
Цандеровский механотерапевтический институт

- Цандеровский механотерапевтический институт. 1902 г.[127]
- Бювет Гаазо-Пономарёвского источника. 1823 г., 1891 г.[128]
- Здание. 1898 г.[129]
- Санаторий им. М. И. Калинина. 1966 г.[130]
- Здание над источником № 4. 1968 г.[131]. Архитектор В. Н. Фуклев.
- Санаторий «Азау». 1906 г. — 1908 г.[132]
- Грязелечебница. Парадный двор. 1913 г. — 1915 г.[133]
- Санаторий «Москва». Архитектор М. А. Андреев. Этот корпус был открыт и принял первых отдыхающих в 1964 году. Это первое санаторно-оздоровительное здание, построенное из стекла и бетона в стиле Хрущёвского космизма в городе Ессентуки[134].Здание над источником № 4
- Хозяйственная постройка. 1913 г.[135]

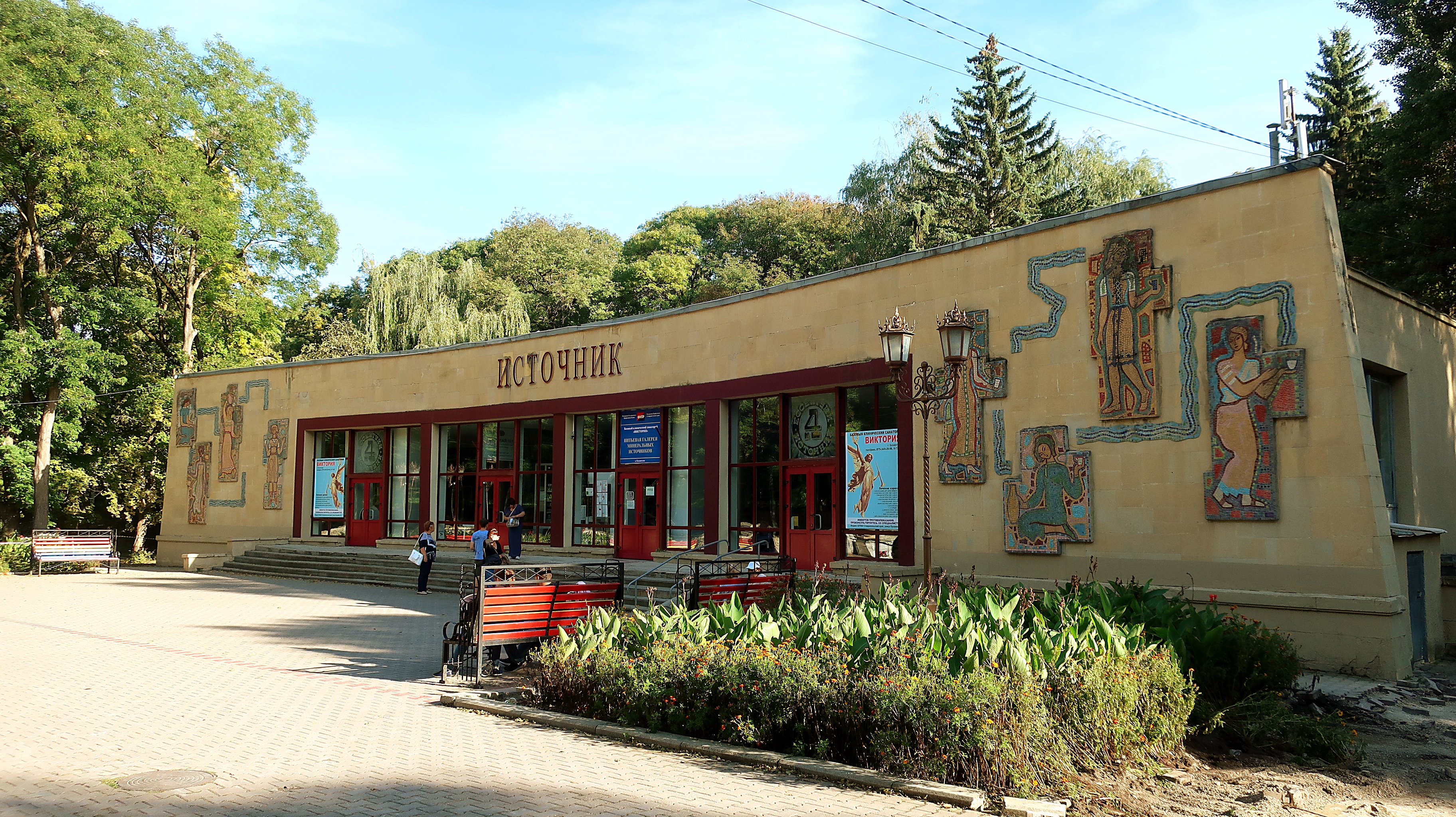
Здание над источником № 4

- Грязелечебница имени Н. А. Семашко. 1915 г., скульптор Дитрих Л. А., скульптор Козлов В. В., архитектор Шреттер Е. Е.[136]
- Главное здание. 1915 г., скульптор Дитрих Л. А., скульптор Козлов В. В., архитектор Шреттер Е. Е.[137]
- Скульптура льва. 1915 г., скульптор Дитрих Л. А., скульптор Козлов В. В., архитектор Шреттер Е. Е.[138]
- Скульптура Цеферы («Гигея»). 1915 г., скульптор Дитрих Л. А., скульптор Козлов В. В., архитектор Шреттер Е. Е.[139]
- Скульптура «Асклепий». 1915 г., скульптор Дитрих Л. А., скульптор Козлов В. В., архитектор Шреттер Е. Е.[140]
- Общественное здание по ул. Титова. 1898 г.[141]
- Дача К. Д. Николаева. В настоящее время в ней размещён одноимённый пансионат  261510218210005
- Дача «Качельный курган» чиновника Министерства земледелия А. А. Кирша, где в 1909, 1912, 1917-18 годах жил и работал композитор С. С. Прокофьев.  261510217310005
- Ресторан «Кавказ», ул. Интернациональная, 28.  261510217270005
- Дом И. А. Звягина, ул. Интернациональная, 16. Начало XX века.  261510217470005
- Дом И. А. Звягина, ул. Интернациональная, 16 (литер В). Начало XX века.  261710893030005
- Дом И. А. Звягина, ул. Интернациональная, 14. 1910 год.  261510217300005

### Учреждения культуры
- Концертный зал имени Ф. И. Шаляпина

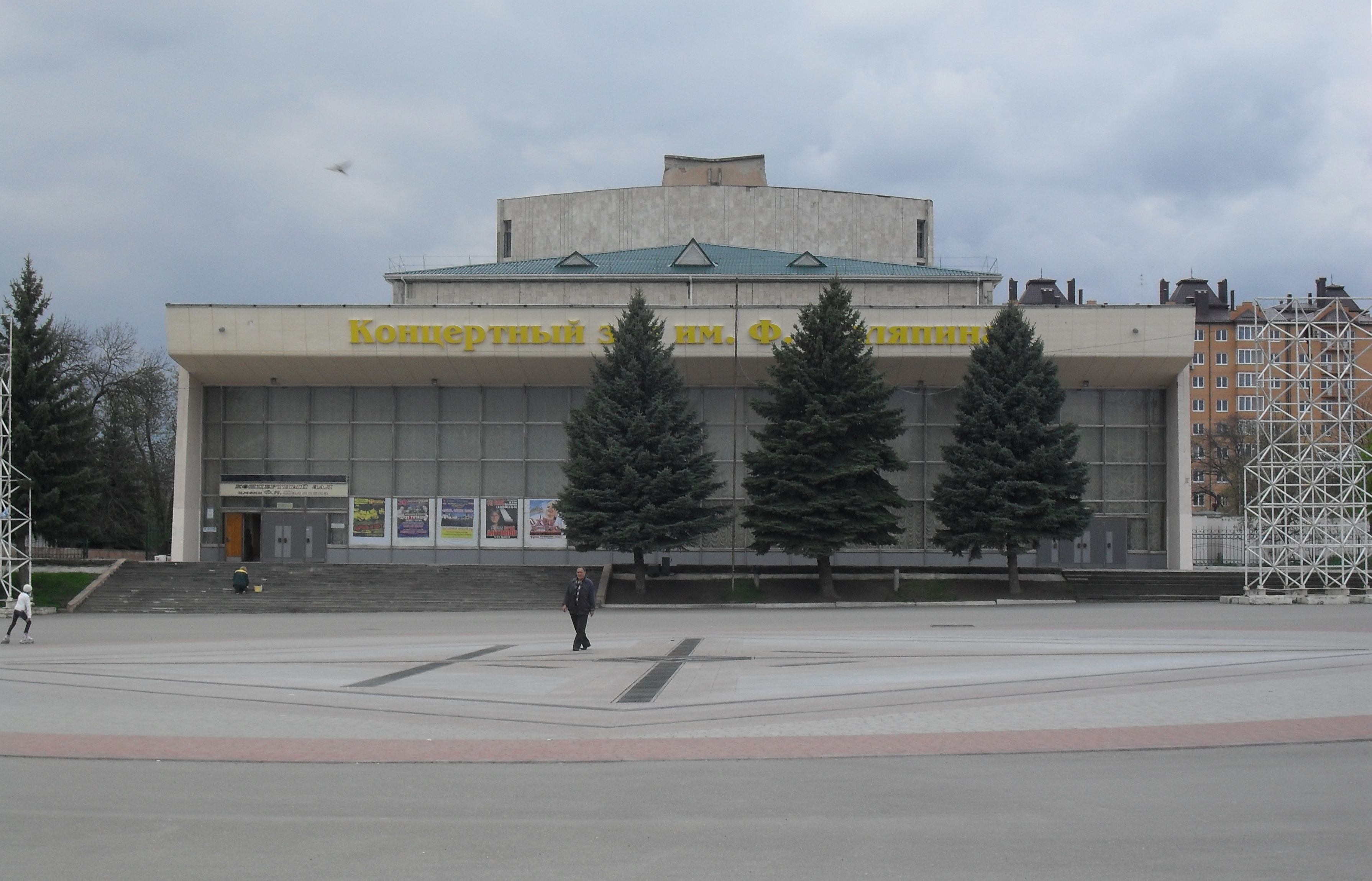
Концертный зал им. Ф. И. Шаляпина в Ессентуках

Концертный зал имени Ф. И. Шаляпина в Ессентуках является самой большой концертной площадкой в регионе. Большой зрительный зал включает в себя 1500 мест. В Малом зале (96 мест) регулярно проходят концерты классической музыки. В фойе в 2011 году был установлен самый крупный на Юге России орган, выступают известные российские и мировые органисты. В концертном зале постоянно выступают известные артисты, как Госфилармонии на КМВ, так и с гастролями. Открыт 16 февраля 1981 года как Гастрольный театр (архитекторы В. Д. Турчанинов и И. А. Озерецковская).
- Городской дом культуры. Открыт 9 мая 1975 года[143]
- Дворец культуры и творчества «Современник» (бывший ДК Профсоюзов)
- Централизованная библиотечная сеть, включает 8 библиотек. Первая городская библиотека открыта 1 мая 1920 года[143]
- Ессентукский историко-краеведческий музей имени В. П. Шпаковского
- Кинотеатры «Искра» и «Дружба»

### Ежегодные фестивали
В Ессентуках ежегодно проводится ряд крупных всероссийских и международных фестивалей. Наиболее известные и представительные:
- Всероссийский отраслевой фестиваль авторской песни и поэзии «Поющий источник»[144]. Проводится ежегодно с 2001 года, в конце ноября — начале декабря. Фестиваль призван способствовать дальнейшему развитию художественно-музыкального творчества самодеятельных авторов, представляющих организации атомной отрасли, укреплению творческих контактов между коллективами предприятий, пропаганде федерального курортного региона Кавказские Минеральные Воды. Участвуют до 200 самодеятельных авторов и коллективов из различных краёв и областей России — от Крайнего Севера до Дальнего Востока, а также из ближнего зарубежья. В 2018 году проводился в городе Лермонтов[145].
- Всероссийский фестиваль барабанной музыки «ДрамФест». Проводится с 2015 года[146]. Включён Ростуризмом в список 50 самых событийных мероприятий в России, проводимых Министерством культуры РФ[147].
- Фестиваль популярных киножанров «Хрустальный Источникъ»[148]

## Лечебные свойства курорта. Санаторно-курортная база
Минеральные воды

Беседка Ореанда в Ессентуках. 1938

Ессентуки считаются крупнейшим и наиболее популярным питьевым и бальнеологическим курортом России по лечению заболеваний желудочно-кишечного тракта, печени и обмена веществ. Главные лечебные средства курорта — более 20 минеральных источников. Город обладает обширными курортными парками — Лечебный (нижний) и парк Победы (верхний). В парках находятся источники минеральной воды, многие лечебные учреждения, размечены маршруты терренкуры.
Главным лечебным фактором Ессентуков являются соляно-щелочные источники «Ессентуки-4», «Ессентуки-20», «Ессентуки-17», «Ессентуки-2 (Новая)» и серно-щелочная «Ессентуки-1-Буровая». Воды источников используются для питьевого лечения, ванн, орошений, ингаляций. В лечебных целях (грязелечение) также используют сульфидную иловую грязь Тамбуканского озера.
- Цандеровский институт врачебной гимнастики[150]. Имеет 100-летнюю историю.
- Курорты Кавказских Минеральных Вод

## Экономика
В соответствии со спецификой курортного региона большая часть трудоспособного населения занята в санаторно-курортном комплексе и сфере обслуживания. Наиболее крупные промышленные предприятия действуют в сфере пищевой промышленности:
- Предприятие «Ессентуки-Хлеб»
- Ессентукский пивзавод
- Ликёро-водочный завод «Русский»[151]
- 11 заводов по розливу минеральных вод — ООО «Ессентукский завод минеральных вод на КМВ» компании PepsiCo/Вимм-Билль-Данн, ООО «Аква-Вайт», ООО «Кавминкурортрозлив», ООО «Комбинат минеральных вод» и др (стабильно работают 3-4, остальные — сезонно или законсервированы).
- Молочный завод «Ессентукский». Открыт 5 мая 1951 года[15] Закрыт, реконструирован в торговый центр.
- Ессентукский мясокомбинат. Упоминается в 1947 году[152]. Закрыт, снесён в 2022 году
- Трикотажная фабрика «Малыш»

Кроме того, благодаря удобному географическому расположению Ессентуков в центре Кавминводской агломерации, значительная часть трудовых ресурсов подвержена ежедневной миграции — ездит на работу в соседние Пятигорск (в основном) и Кисловодск.

## Образование
Дошкольное
- Детский сад № 1 «Солнышко»
- Детский сад № 2 «Красная Шапочка»
- Детский сад № 3 «Берёзка». Открыт 25 мая 1945 года[153]
- Детский сад № 4 «Золотой ключик»
- Детский сад № 5 «Умка»
- Детский сад № 6 «Чебурашка»
- Детский сад № 7 «Дюймовочка»
- Детский сад № 8 «Зоряночка»
- Детский сад № 9 «Родничок»
- Детский сад № 10 «Ивушка»
- Детский сад № 12 «Ручеёк»
- Детский сад № 13 «Радуга»
- Детский сад № 14 «Сказка»
- Детский сад № 15 «Звёздочка»
- Детский сад № 16 «Ласточка»
- Детский сад № 17 «Ромашка»
- Детский сад № 19 «Красная гвоздичка»
- Детский сад № 20 «Кристаллик»
- Детский сад № 21 «Ёлочка»
- Детский сад № 23 «Алёнушка»
- Детский сад № 24 «Золотая рыбка»
- Детский сад № 25 «Рябинка»
- Детский сад № 26 «Орлёнок»
- Детский сад № 27 «Ягодка»
- Детский сад № 28 «Колосок»
- Детский сад № 29 «Малышка»
- Детский сад № 43 «Золотой петушок». Открыт 7 февраля 1973 года[154]

Общеобразовательные
- Средняя общеобразовательная школа № 1. Открыта 5 октября 1911 года как мужская гимназия[15]
- Средняя общеобразовательная школа № 2. Старейшая школа города Есентуки. Основана в сентябре 1868 года.
- Средняя общеобразовательная школа № 3.
- Средняя общеобразовательная школа № 4.
- Средняя общеобразовательная школа № 5.
- Лицей № 6. Открыт 29 сентября 1950 года как средняя школа № 6[143].
- Средняя общеобразовательная школа № 7
- Средняя общеобразовательная школа № 8.
- Средняя общеобразовательная школа № 9.
- Средняя общеобразовательная школа № 10.
- Средняя общеобразовательная школа № 12.
- Гимназия «Интеллект»

Учебные заведения дополнительного образования
- Детско-юношеская спортивная школа
- СДЮСШОР им. Федулова
- Детско-юношеская спортивная школа «Вертикаль». Открыта 3 апреля 1992 года как детская специализированная шахматная школа «Вертикаль»[155]
- Детская школа искусств
- Центр развития творчества детей и юношества

Средне-специальные учебные заведения
- Профессиональное кулинарное училище № 51. 17 ноября 2010 года училище присоединено к Пятигорскому техникуму торговли, технологий и сервиса[156].
- Профессиональное училище-центр реабилитации инвалидов
- Медицинский колледж
- Педагогический колледж
- Северо-Кавказский финансово-энергетический техникум
- Кавминводский колледж экономики и сервиса
- Ставропольский кооперативный техникум экономики, коммерции и права.
- Ессентукский колледж управления, бизнеса и права
- Северо-Кавказский гуманитарный техникум

Высшие учебные заведения
- Ессентукский институт управления, бизнеса и права
- Ессентукский филиал ставропольского государственного педагогического института.

## Здравоохранение
- Городская клиническая больница
- Городская детская больница
- Городская поликлиника
- Межрайонный родильный дом. Открыт 4 ноября 1976 года[157]
- Инфекционная больница. Открыта 20 ноября 1915 года[153]
- Городская стоматологическая поликлиника
- Станция скорой медицинской помощи
- Филиал Кисловодской психиатрической больницы
- Филиал краевого наркологического диспансера
- Филиал краевого кожно-венерологического диспансера
- Филиал Пятигорского противотуберкулёзного диспансера

## Транспорт
Железнодорожный
Железнодорожная станция Ессентуки на линии Минеральные Воды — Кисловодск.
Также в черте города расположены две железнодорожных платформы: Золотушка и Белый Уголь, на которых останавливаются пригородные электропоезда.
 Автомобильный 
На 2023 год в городе действуют 16 внутригородских маршрутов маршрутных такси, обслуживаемых исключительно микроавтобусами малого класса (ГАЗель и аналогами) от частных перевозчиков.
Базовое автотранспортное предприятие города, Ессентукское ПАТП-1, после ряда реорганизаций прекратило автобусные перевозки в 2011 году. Производственная база предприятия (ул. Ермолова, 2) снесена в 2021 году.
Междугородные и пригородные рейсы от Ессентуков обслуживаются с городского автовокзала (ул. Гагарина, 93). Также часть междугородных рейсов отправляются от кассового пункта РП «Кавминводыавто» (Пятигорская ул., 145).
Некоторые пригородные рейсы (на Ессентукскую, Суворовскую, Железноводск, Минеральные Воды) отправляются от Железнодорожного вокзала.

## Спорт
Стадион «Спартак»
Городской стадион «Спартак» расположен в западной части Парка Победы у железнодорожного переезда. Располагает футбольным полем с искусственным покрытием и освещением для проведения вечерних игр и тренировок специализированной детско-юношеской школы Олимпийского резерва «Спартак».
Стадион «Ессентуки-Арена»
Новый стадион построен к 2018 году к Чемпионату мира по футболу близ городского озера. В 2018 году использовался сборной Нигерии по футболу как тренировочная база, ныне используется для тренировок и матчей, в том числе детских.
Аэроклуб
Ессентукский аэроклуб является одним из самых известных в России (со времён СССР). В клубе проходят прыжки с парашютом, полёты на учебных и спортивных самолётах. При аэроклубе действуют Клуб ветеранов авиации «Добролёт» и Музей истории ессентукской авиации.
За время существования клуб не только подготовил более 5 тысяч лётчиков и более 20 тысяч парашютистов, но и чемпионов мирового класса, а также лётчиков-космонавтов. Строительством космодрома Байконур руководил также выпускник Ессентукского аэроклуба Г. Шубников. На этом лётном поле на окраине города-курорта готовились космонавты С. Савицкая, С. Крикалёв, чемпионы мира по высшему пилотажу В. Мартемьянов, В. Лецко, И. Егоров, В. Смолин. Здесь многие годы тренировался многократный рекордсмен мира по парашютному спорту, обладатель Кубка мира М. Балаев. В начале 90-х он вместе с инструкторами клуба Е. Клёповым, В. Мисником, С. Шевченко, а также А. Клёповым и И. Гелуевым совершил уникальный прыжок на вершину Эльбруса.
Аэроклуб действующий, развивается. С каждым годом увеличивается спектр услуг в сфере спорта и авиации.
Спортивные мероприятия в Ессентуках
- Соревнования чемпионата СССР по кроссу (4 апреля 1971 г.). Не входили в программу V летней Спартакиады народов СССР 1971 г.
- Соревнования Чемпионата СССР по кроссу (4 марта 1979 г.). Не входили в программу VII летней Спартакиады народов СССР 1979 г.
- Международный фестиваль воздухоплавания «Кавказские Минеральные Воды — жемчужина России»[163]. Проводится ежегодно в регионе КМВ в конце сентября — начале октября с 1998 года. В Ессентуках — с 2006 года (до этого в городе Железноводск). С 2011 года проведение перенесено в Пятигорск. Традиционно этот фестиваль завершает российские соревнования воздухоплавателей, на который собираются лучшие российские экипажи и зарубежные гости, проявившие себя в воздушных баталиях в небе России в течение года. Программа Фестиваля включает в себя спортивную борьбу, которая разворачивается в небе Ессентуков, Пятигорска, Кисловодска, Лермонтова и Железноводска. Ряд упражнений проводится в горных ущельях близ Кисловодска и в районе гор Бештау, Железная, Развалка, Медовая, Шелудивая. Фестиваль проходит при поддержке Правительства Ставропольского края, Министерства экономического развития Ставропольского края, Администрации г. Ессентуки.

## Религия
Русская Православная Церковь
- Свято-Никольская церковь, построена казаками в 1826 году
- Церковь Святого Великомученика и Целителя Пантелеимона
- Церковь Успения Пресвятой Богородицы[164]
- Церковь Иоанна Предтечи. г. Ессентуки, ул. Пятигорская (около ж/д станции «Золотушка»)
- Свято-Георгиевский женский монастырь в урочище Дубровка (на высоте 738,4 м; между пос. Ясная Поляна и микрорайоном Белый уголь)

Старообрядцы
- Свято-Покровская старообрядческая церковь.

Армянская Апостольская Церковь
- Церковь Сурб Рипсиме

Протестантизм
- Церковь Евангельских христиан-баптистов
- Церковь христиан веры евангельской «Любовь Христа Спасителя»
- Церковь христиан веры евангельской «Исход»
- Церковь христиан веры евангельской «Благодать»

Сознание Кришны
- Храм Кришны

Славянское неоязычество
- Община инглингов «Дети Перуна»

Международная религиозная организация
- Свидетели Иеговы (с 2017 г. деятельность организации запрещена на территории России)[165][166]

## Общественные организации
- Межрегиональная общественная организация «Комитет социальной защиты ветеранов и инвалидов силовых структур и правоохранительных органов по Южному и Северо-Кавказскому Федеральным округам»

## Связь
Проводной телефон, ADSL, ETTH
Ставропольский филиал Ростелекома
Сотовая связь 2G/3G/4G
МегаФон, Билайн, МТС, YOTA, T2
Оптоволоконная связь (Широкополосный интернет и цифровое IP телевидение);
Ростелеком, Пост ЛТД, Билайн

## СМИ

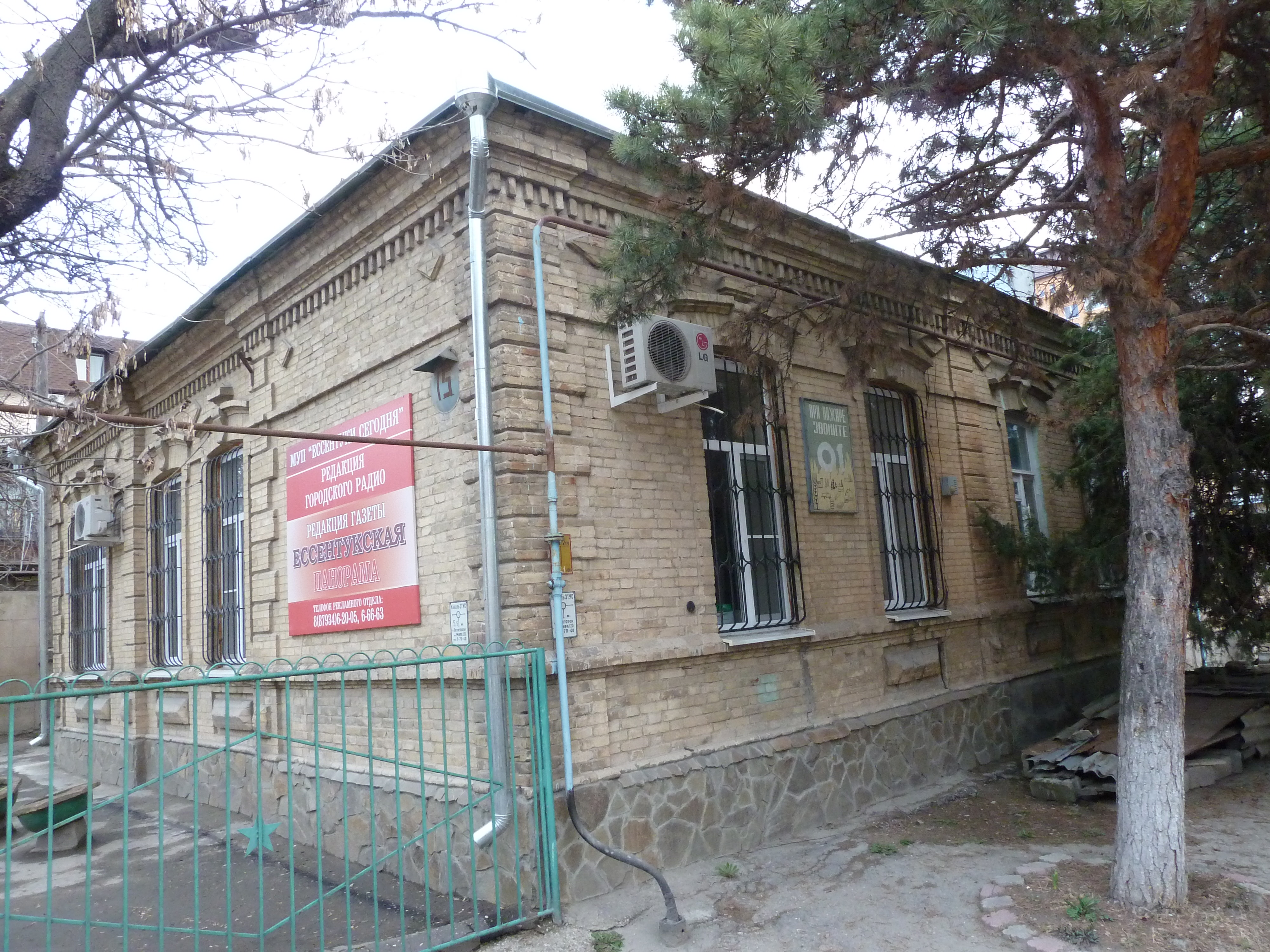
Здание редакции газеты «Ессентукская панорама»

- Газета «Ессентукская панорама» — городская общественно-политическая еженедельная газета. Выходит с 29 апреля 1992 года[155]. Тираж 5000 экземпляров, объём 8 полос А3 цв, спецвыпуски содержат до 24 полос А3 ч/б[167]
- Радио «Ессентуки сегодня». Городское проводное радио. Вещает 3 раза в неделю с 10-20 до 10-30 в городских проводных сетях.
- Медиахолдинг «Симпэкс». Компания является крупнейшим медиаагентством на Кавказских Минеральных Водах. В состав входят несколько подразделений: телеканалы «СТС-КМВ» и «Домашний-КМВ», радиостанции «ХИТ-ФМ КМВ», «Энерджи Пятигорск» и «Авторадио КМВ». Ведётся производство собственного контента (программа новостей «Детали КМВ» и др.). Также агентство занимается наружной рекламой в регионе Кавминвод.

## Города-побратимы
- Триссур, штат Керала, Индия[168][169]
- Стрелча, Болгария[170]
- Нафталан, Азербайджан[170]
- Саки, Крым, Россия/Украина[170]
- Элиникон — Арьируполис, Греция[170]

## Люди, связанные с городом
Герои Советского Союза и полные кавалеры ордена Славы
- Батурин, Николай Павлович (1910—1973)
- Буткевич, Леонид Владимирович (1918—1985)
- Козлов, Валентин Георгиевич (1917—1993)[171]
- Шеин, Павел Степанович (1921—1945)[172]
- Зубалов Феофилакт Андреевич (1915—1968)

Герои Российской Федерации
- Федотов, Евгений Михайлович (1963) — советский и российский военный лётчик, Герой Российской Федерации
- Сорокин, Юрий Валерьевич (1972) — российский военный деятель, Герой Российской Федерации

Почётные граждане города
На 9 апреля 2023 года:
- Анашкин Николай Петрович
- Андржиевский Борис Францевич
- Архангельский Владимир Алексеевич
- Бессмертный Алексей Иванович
- Биязи Николай Николаевич
- Герасимов Виктор Викторович
- Горелик Иван Иванович
- Губин Андрей Терентьевич
- Данков Сергей Сергеевич
- Демишев Анатолий Васильевич
- Демченко Валентина Павловна
- Демченко Владимир Яковлевич
- Добров Борис Васильевич
- Емельченко Виктор Васильевич
- Емяшев Анатолий Иванович
- Ефремова Людмила Ивановна
- Железников Александр Иллиодорович
- Зубарев Виктор Иванович
- Зёрнов Михаил Степанович
- Иван Евстатиев
- Ивашнева (Кудрявцева) Любовь Александровна
- Истомин Виталий Ильич
- Карапетян Изабелла Степановна
- Карнаухов Борис Михайлович
- Катанов Дмитрий Григорьевич
- Коренюгин Валентин Андреевич
- Левханян Виктор Леонидович
- Лохматов Иван Васильевич
- Митрополит Гедеон (в миру Александр Николаевич Докунин)
- Михайленко Виталий Иванович
- Наумов Николай Георгиевич
- Петровчан Таисия Ивановна
- Поветкин Пётр Георгиевич
- Погребенко Михаил Николаевич
- Полянский Владимир Владимирович
- Пугиев Виктор Георгиевич
- Разумовский Василий Иванович
- Рябых Галина Максимовна
- Скоморохин Константин Борисович
- Струкова Светлана Михайловна
- Тер-Акопов Николай Гукасович
- Тихомиров Иван Александрович
- Шпаковский Владимир Павлович
- Шубников Георгий Максимович

Спортсмены
- Пономарёва, Нина Аполлоновна (1929—2016) — олимпийская чемпионка в метании диска, первая олимпийская чемпионка от СССР[21].